# Flugplatz Trient

i7
i11
i13

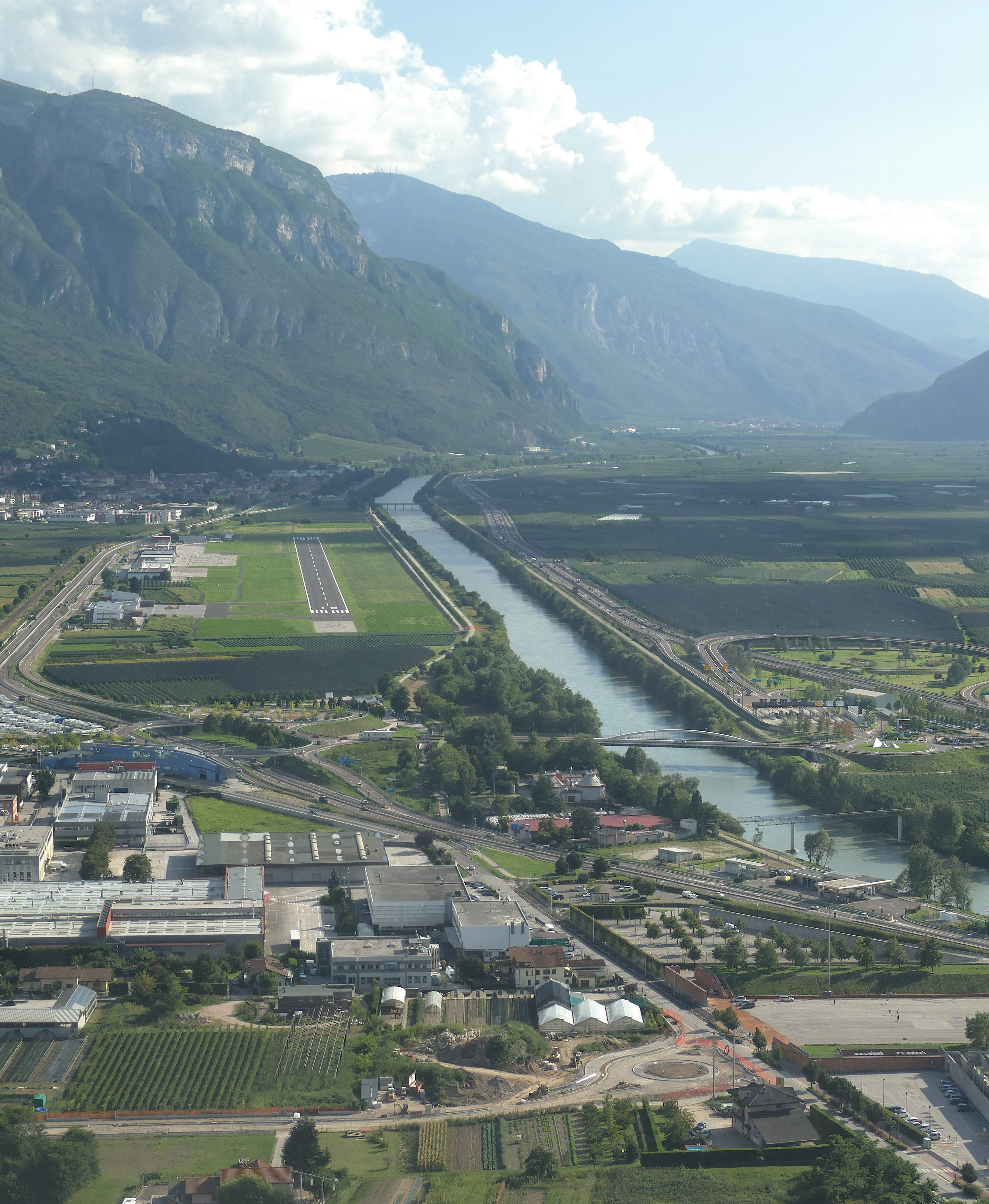
Anflug auf den Flugplatz Trient

Der Flugplatz Trient-Mattarello  (it: Aeroporto di Trento-Mattarello “Gianni Caproni”, ICAO-Code: LIDT) befindet sich in den italienischen Alpen, rund fünf Kilometer südlich der Stadtmitte von Trient und etwa einen Kilometer nördlich der Ortschaft Mattarello am Ostufer der Etsch. Der Flugplatz ist nach dem Flugpionier Giovanni Battista Caproni benannt.

## Infrastruktur und Nutzung
Der im Etschtal unmittelbar an der Brennerstaatsstraße gelegene Flugplatz hat eine knapp einen Kilometer lange, in Nord-Süd-Richtung verlaufende Start- und Landebahn. Am Hauptvorfeld befindet sich unter anderem ein kleines Abfertigungsgebäude für die Allgemeine Luftfahrt und das Museo dell’aeronautica Gianni Caproni.
Die autonome Provinz Trient betreibt den Flugplatz über das Unternehmen Trentino Trasporti S.p.A., welches am Flugplatz auch eine Flugschule unterhält. Andere kleine Unternehmen bieten vor Ort mit Leichtflugzeugen und Hubschraubern verschiedene Dienstleistungen an, insbesondere Lufttaxidienste und die Beförderung von Gütern in unwegsame Berggebiete. Am Flugplatz sind einige Rettungshubschrauber der Provinz stationiert.

## Geschichte
Der Flugplatz Trient-Mattarello löste in den 1970er Jahren den alten Flugplatz Trient-Gardolo ab.

## Bilder

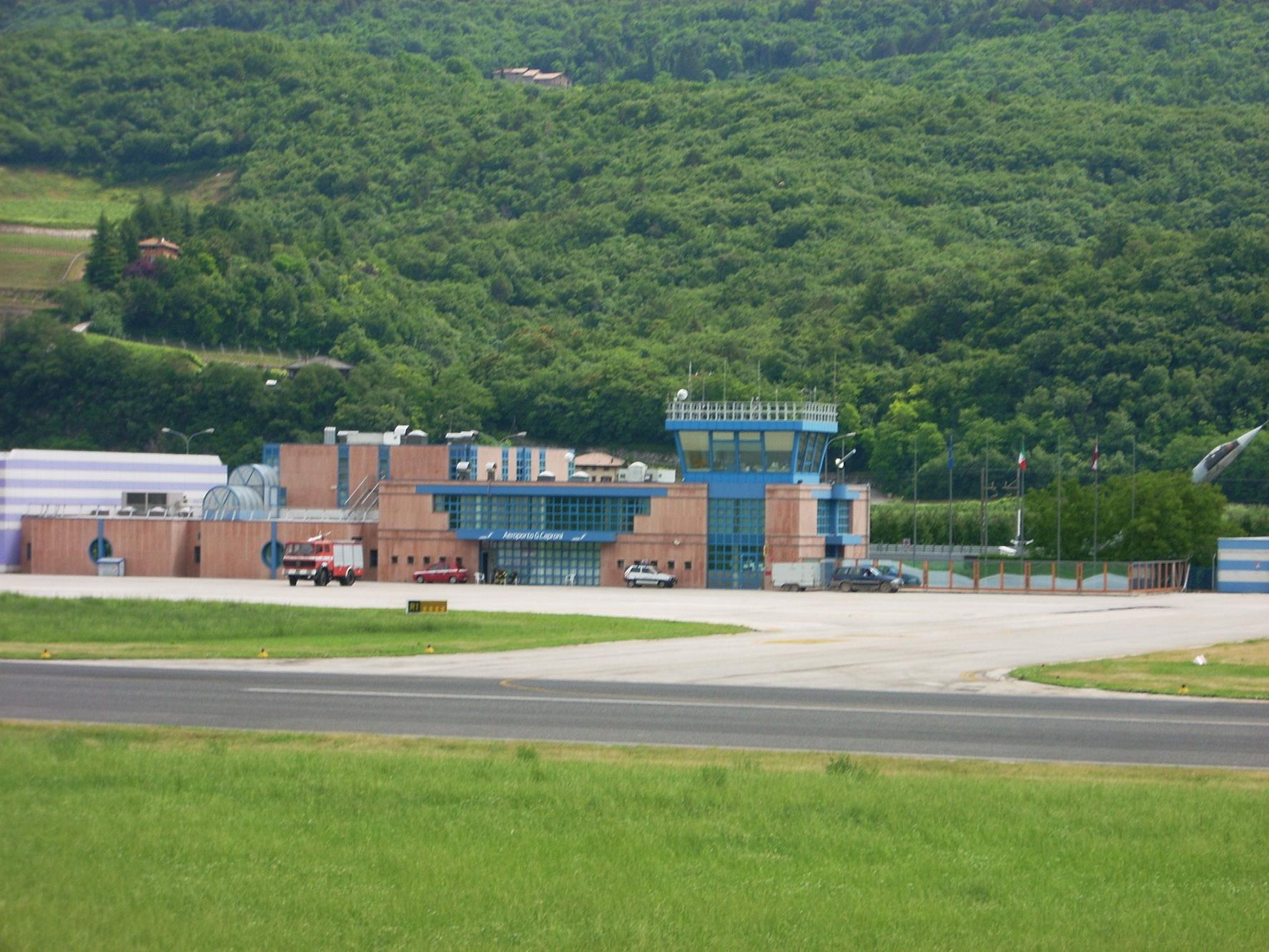
Tower und Terminal des Flugplatzes
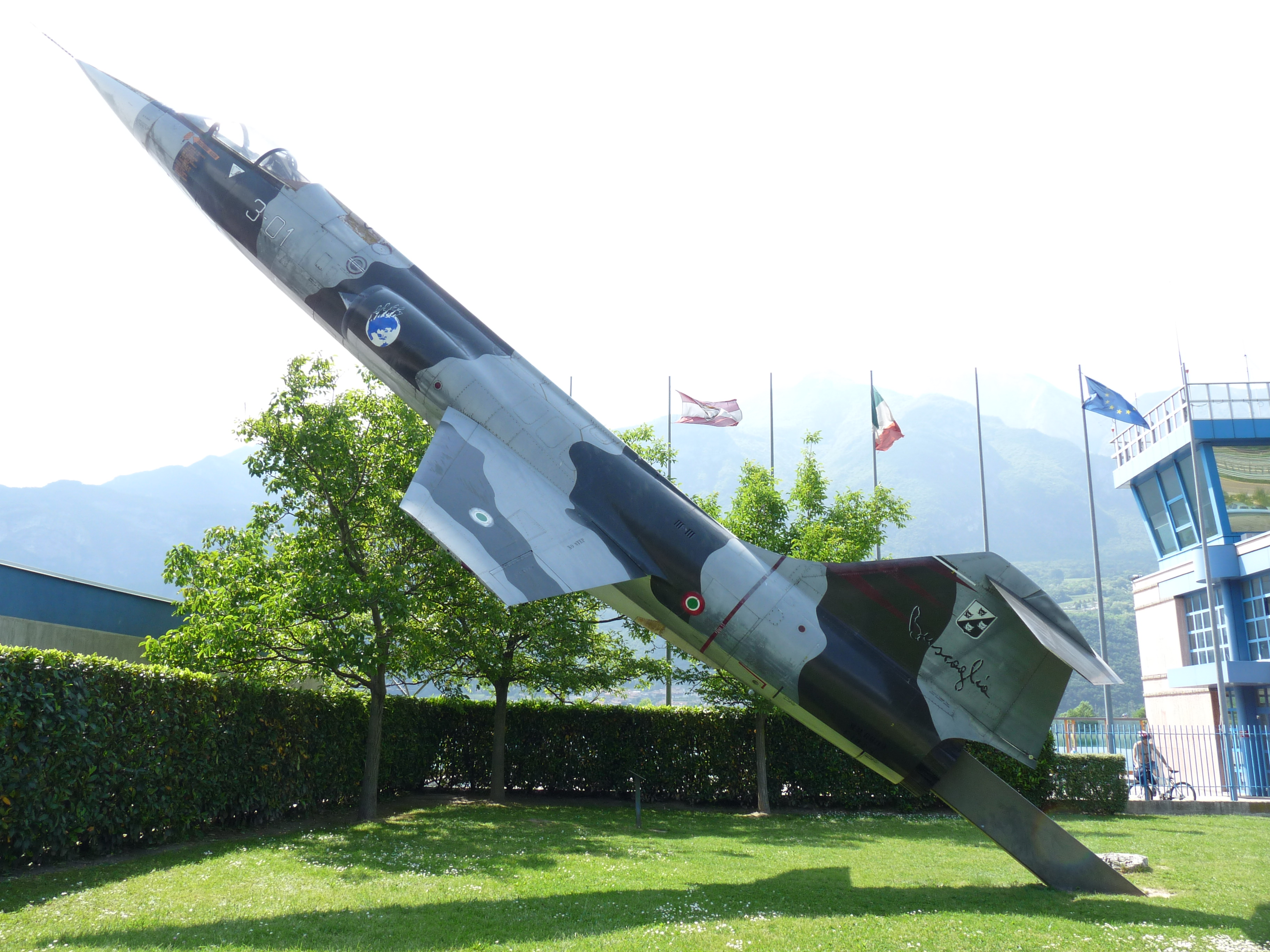
General Licio Giorgieri gewidmeter Starfighter als Gate Guardian